# Brøndby Haveby
Brøndby Haveby er et kolonihaveområde i Brøndby, beliggende i den grønne kile mellem Brøndbyvester og Brøndby Strand.
I 1964 enedes man i Brøndby Kommune om at et areal skulle udlægges til kolonihaver i Brøndby. Havearkitekt Erik Mygind ønskede at haverne skulle inddeles i rotunder. Der indkaldtes til et orienterende møde i Studenterforeningen, hvor Erik Mygind forklarede sin idé med at lægge haverne i rotunder, og hvorfor hækkene skal skrå ind mod midten. Ideen havde han fra de gamle landsbyer, hvor folk mødtes ved brønden i midten af landsbyen og udvekslede nyheder. 
Hækkene skråner ind mod midten, fra 180 til 80 cm, for ellers ville der ikke komme ret meget lys og sol til planterne i spidsen. Haverne er i dag berømte og har bl.a. været med i fotoserien "Jorden set fra himlen". Der findes i dag 284 kolonihaver i Brøndby haveby som ligger i lagkagegrunde, med 24 kolonihavehuse i hver på en ca 400 kvadratmeter stor grund.
I dag mødes man (dem der har lyst) midt i rotunderne (samtlige rotunder) om søndagen og spiller "døde duer". Der holdes havefester og musikarrangementer m.m. hvert år. Der er indlagt el, vand og toilet i alle husene. Husene varierer i størrelse, men må højst være 50 kvadratmeter. Det er tilladt at bo i haverne fra 1. april til 1. oktober, og i weekender hele året. Man køber huset og lejer grunden af kommunen. Brøndby Haveby er medlem af Kolonihaveforbundet. Bestyrelsen sætter ved salg en rimelig vurdering på hvert enkelt hus. Nogle forsøger at sælge for skyhøje overpriser, hvilket ikke er tilladt. Dette har der i øvrigt været en sag i retten om i 2007, hvor den gamle ejer måtte betale mange penge tilbage til den nye køber.
Billeder fra haveforeningen kan ses i bogen: Jorden set fra himlen – vores planet portrætteret fra luften.bibliotek.dk (Webside ikke længere tilgængelig)